# Herzogspitalstraße
Die Herzogspitalstraße in München liegt in der Altstadt und verläuft von der Sonnenstraße bis zum Altheimer Eck.

## Geschichte
Die Herzogspitalstraße ist nach dem von Herzog Albrecht V. 1555 begonnenen, unter Herzog Wilhelm V. fortgesetzten und von Herzog Maximilian I. um 1601 vollendeten, für kranke Hofbedienstete gestifteten Spital nebst Kirche benannt. Nach der Zerstörung eines Teiles der in das Westende der Straße sich erstreckenden Kreuzkaserne (früher ein der Stadt gehörender Salzstadel, später Militärgefängnis) wurde im Jahre 1832 ein Stadtausgang nach der Sonnenstraße hergestellt. Die Straße hatte einst den Namen Röhrenspeckergasse, im Volksmund auch Rehrlspeckergasse.

## Lage
Die Herzogspitalstraße beginnt an der Sonnenstraße, kreuzt die Herzog-Wilhelm-Straße und verläuft bis zum Altheimer Eck, wo die Damenstiftstraße und die Eisenmannstraße kreuzen.

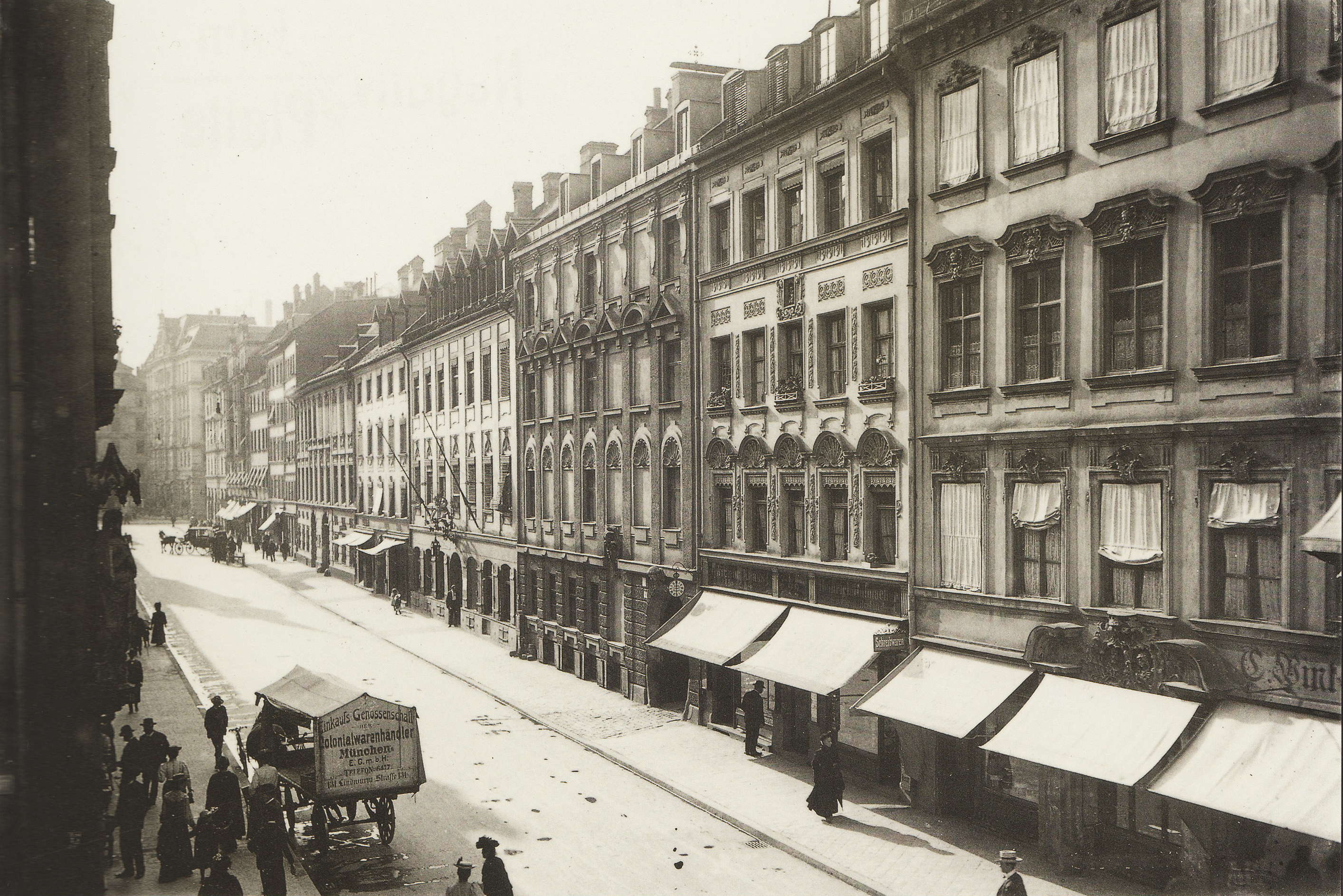
Herzogspitalstrasse (1905) Photo von Georg Pettendorfer
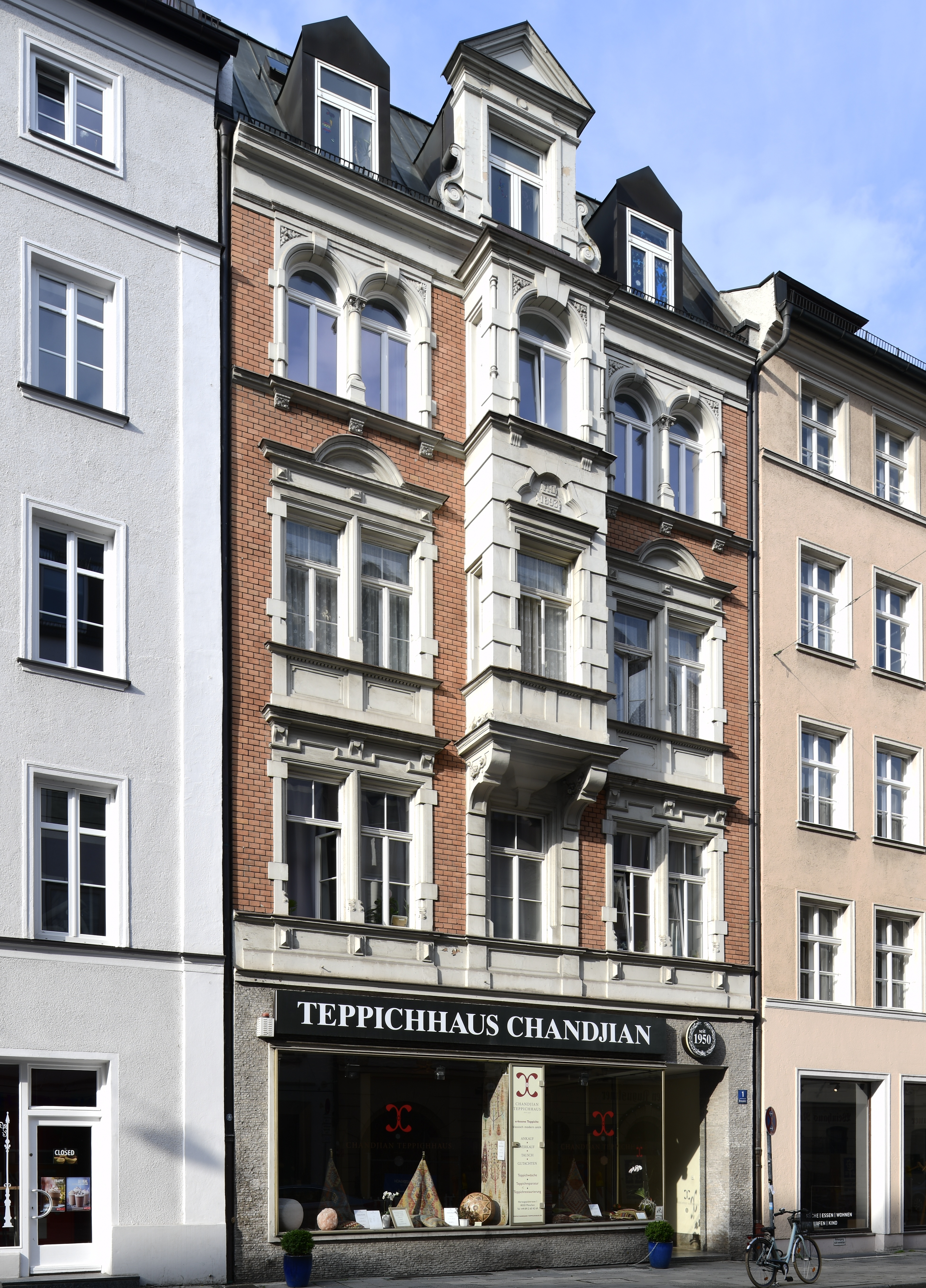
Herzogspitalstrasse 1, Neurenaissance (1893)
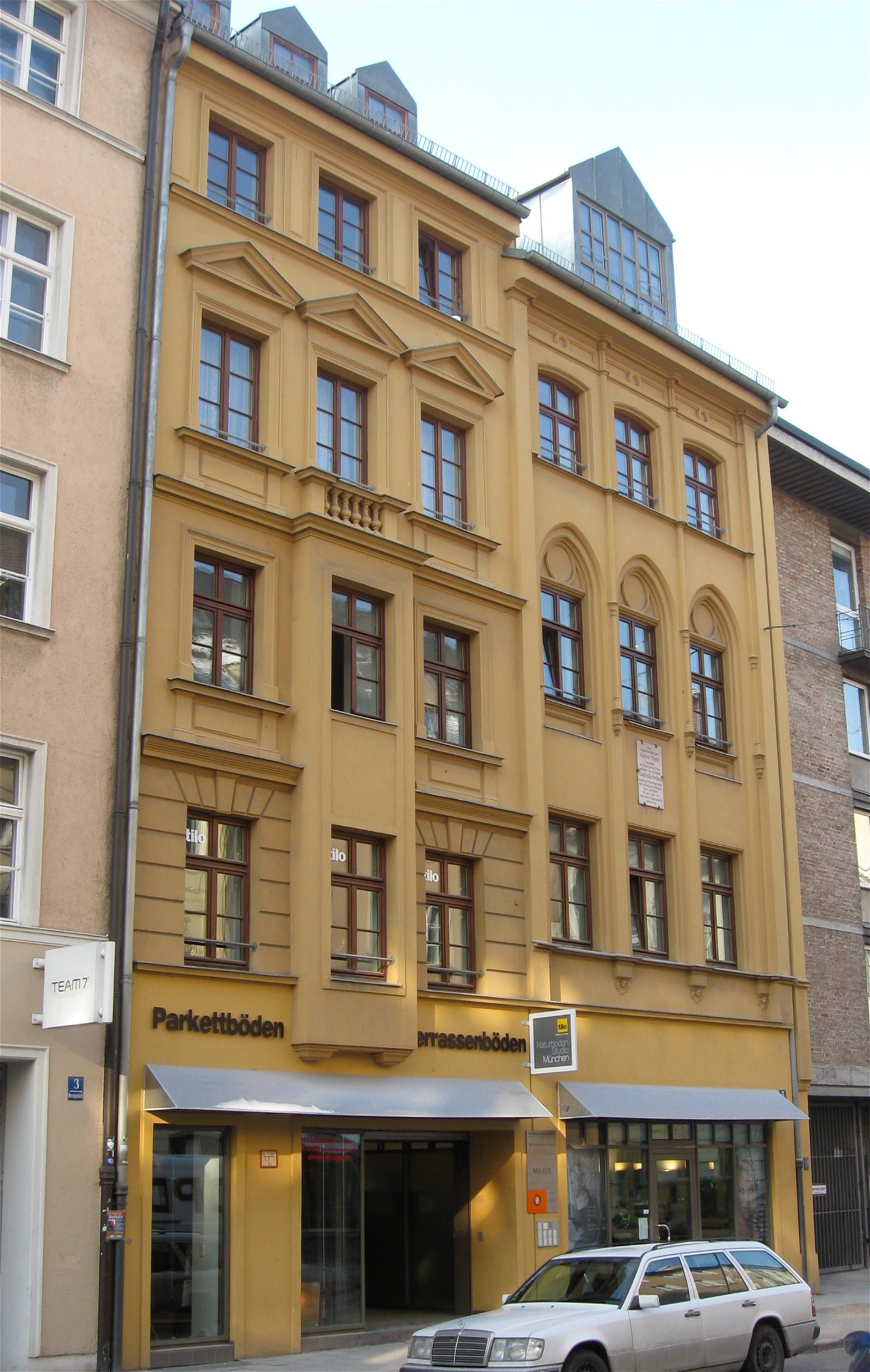
Herzogspitalstraße 5
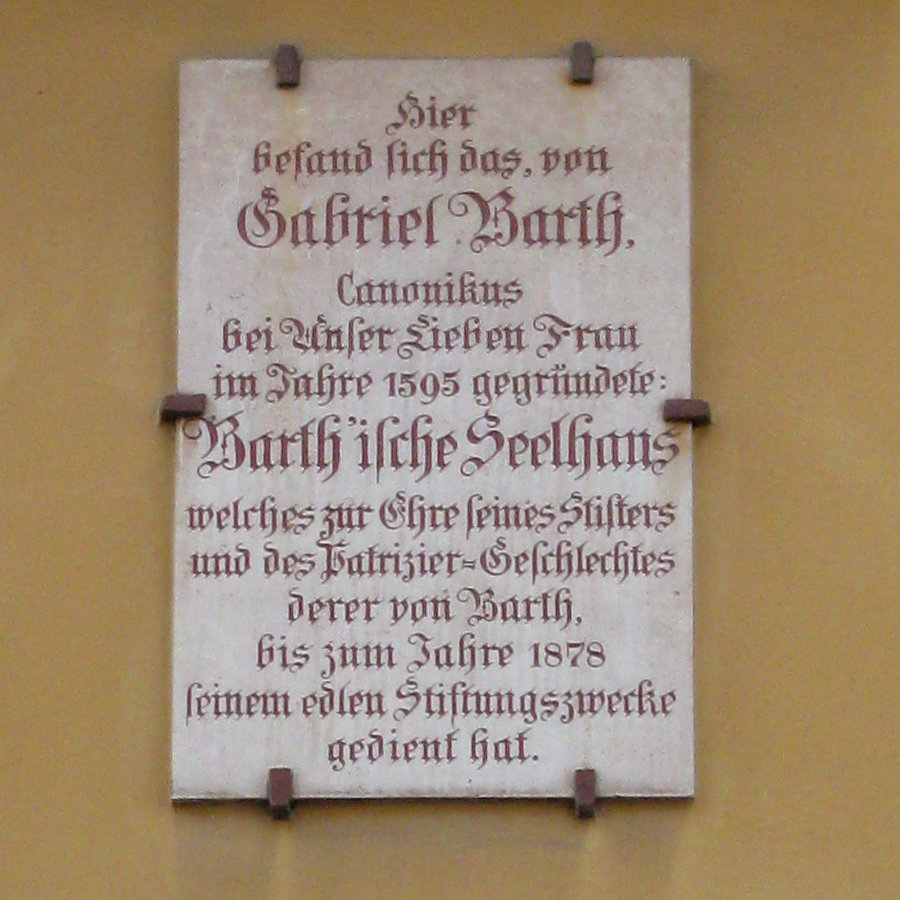
Herzogspitalstr. 5 Gedenktafel für Gabriel Barth
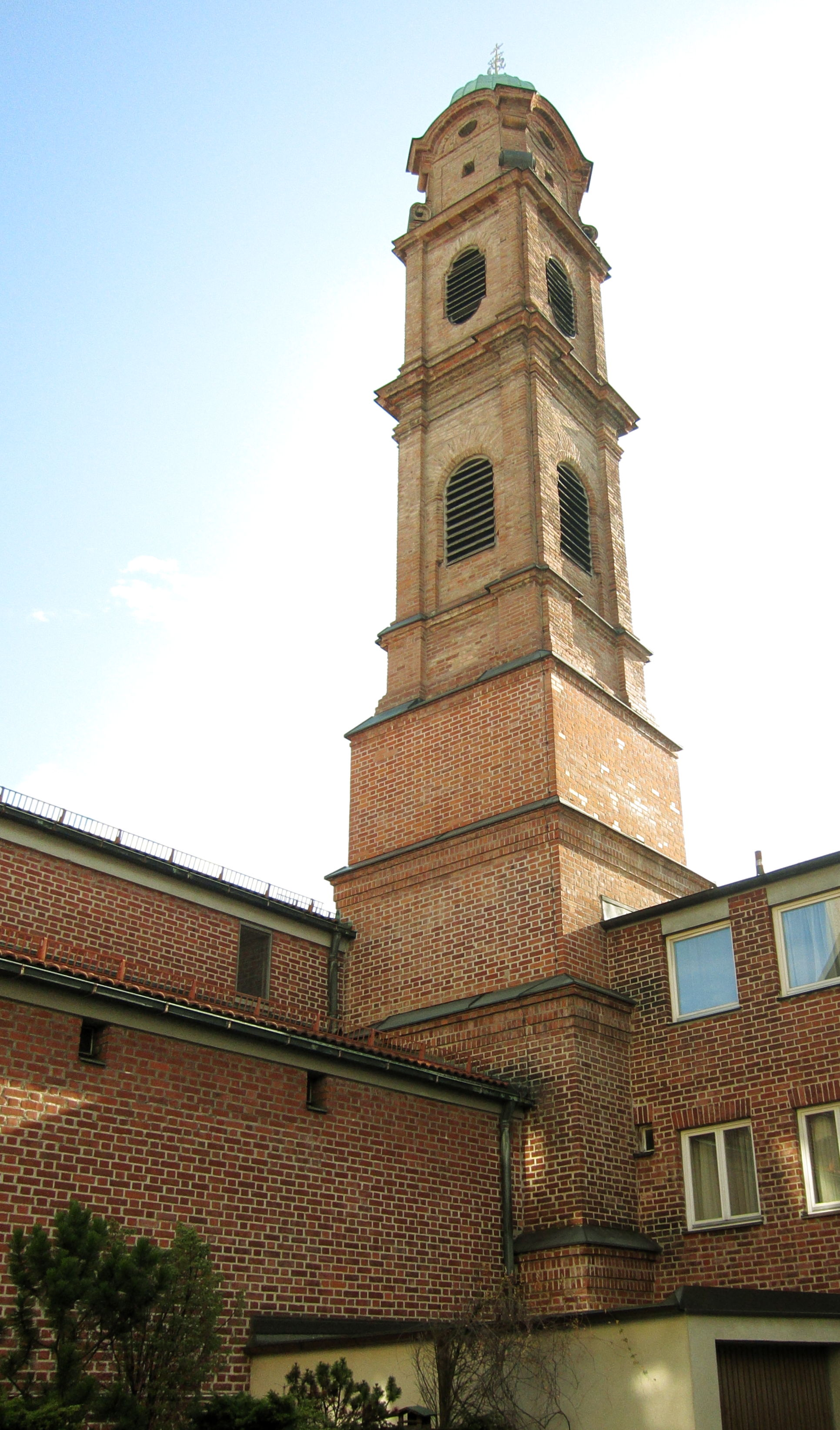
Herzogspitalstraße 7; erhaltener barocker Turm der Katholischen Herzogspitalkirche,  (1727) von Johann Baptist Gunetzrhainer
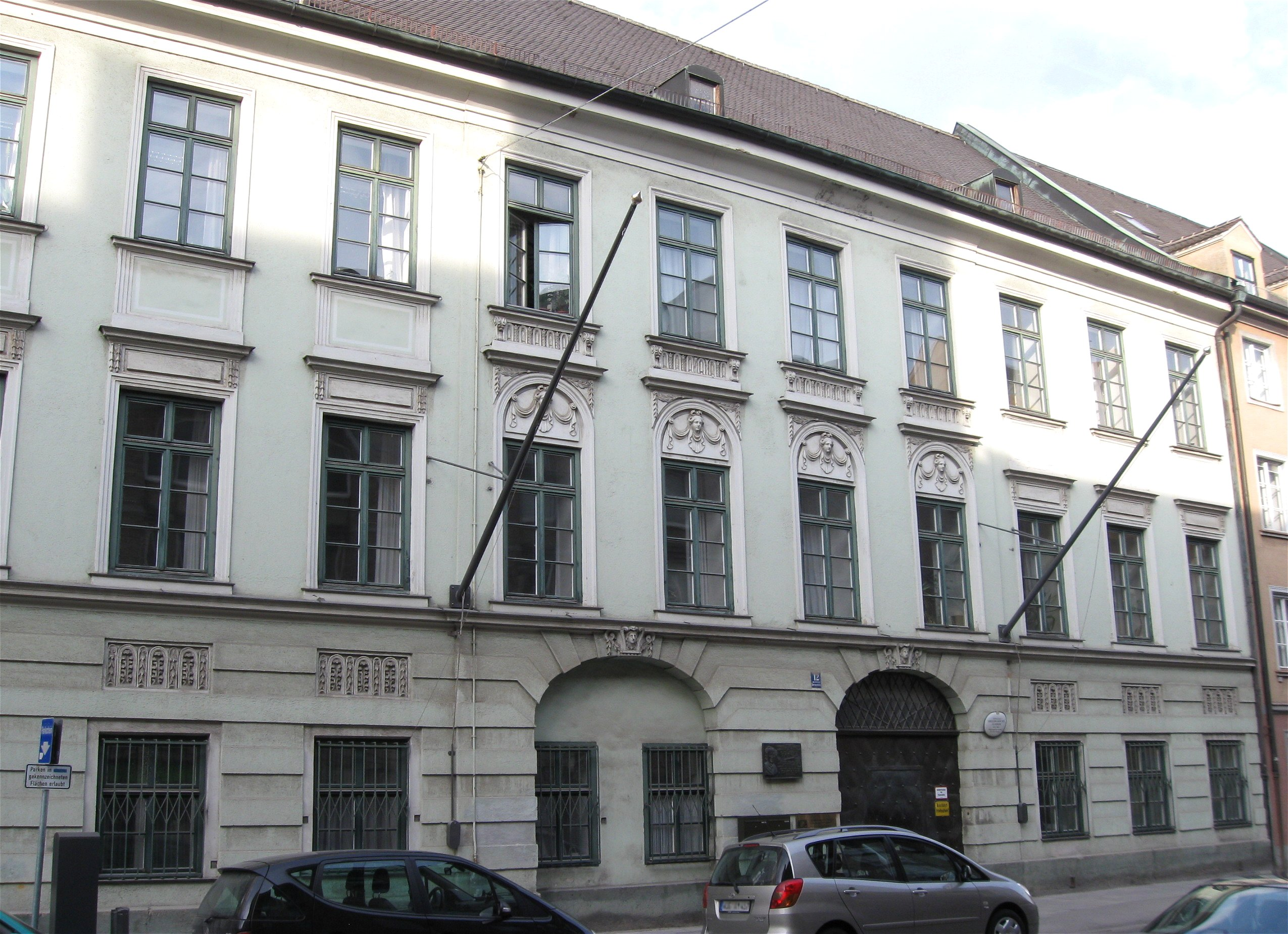
Herzogspitalstraße 12, Ehemaliges Gesandtenhaus, sogenanntes Palais Woronzow, 1830–1877 Gymnasium, jetzt Verwaltungsgebäude, von Franz Ignaz Kirchgrabner, 1807/08
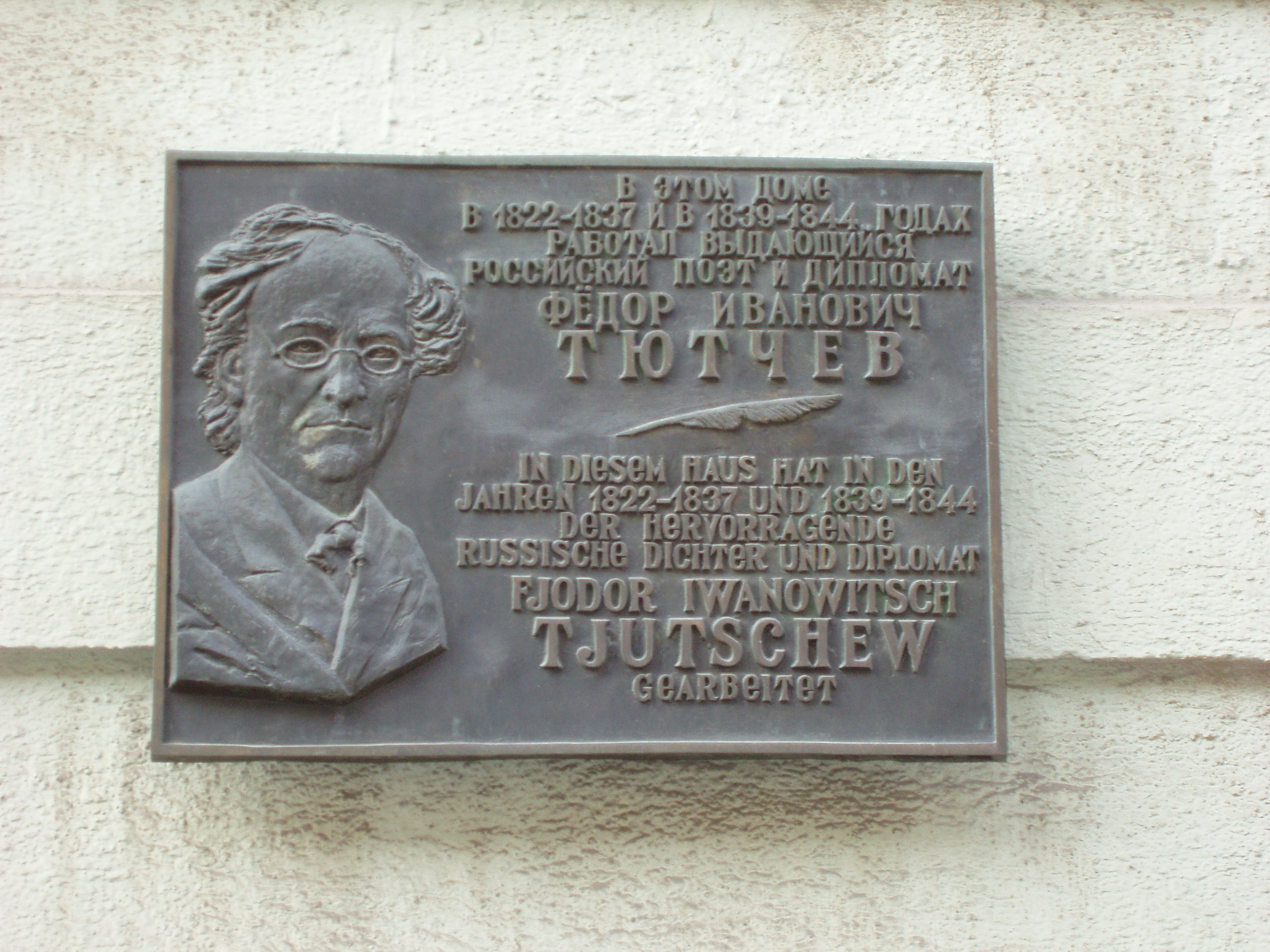
Herzogspitalstraße 12, Gedenktafel für Fjodor Iwanowitsch Tjuttschew
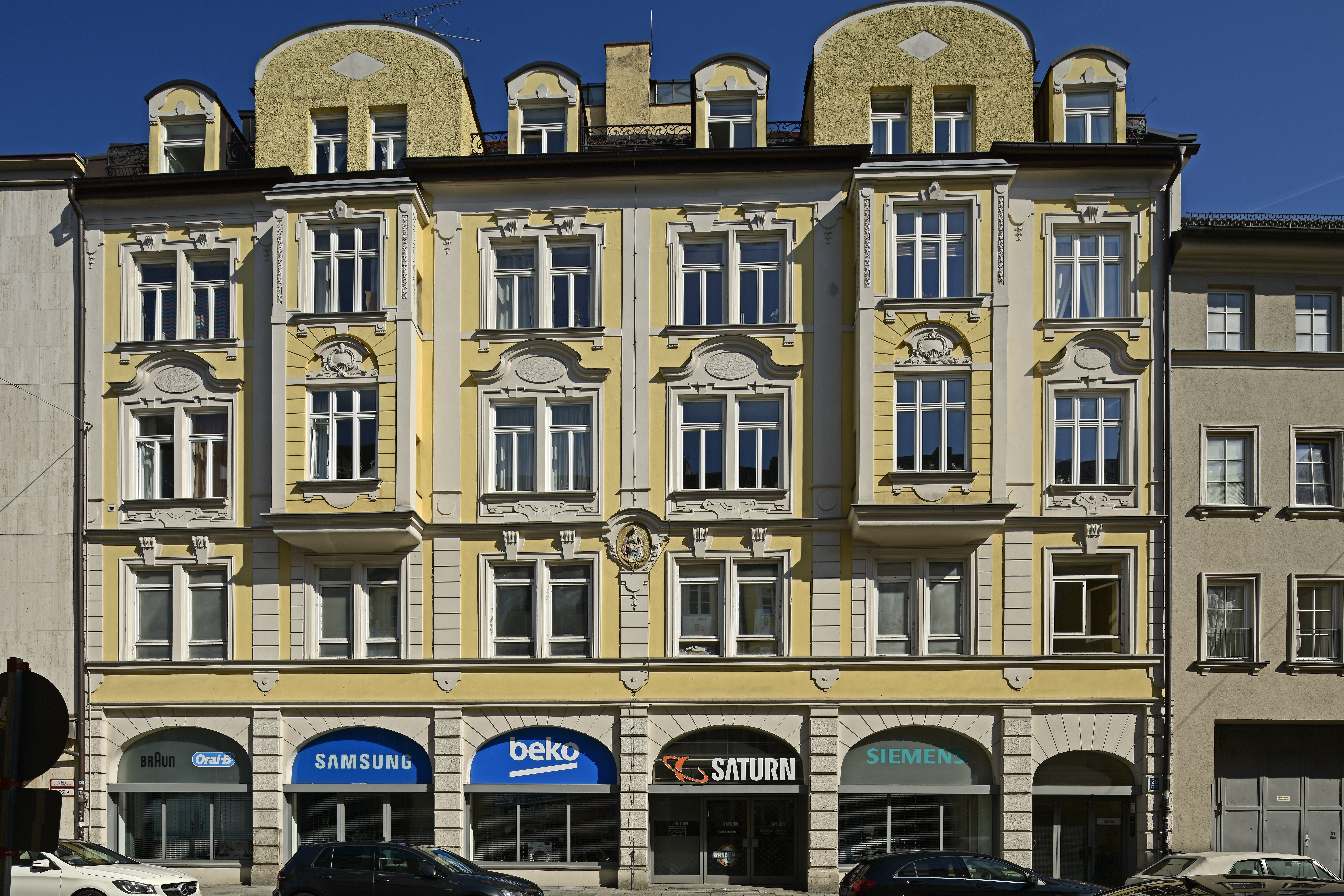
Herzogspitalstr. 20, Neubarock
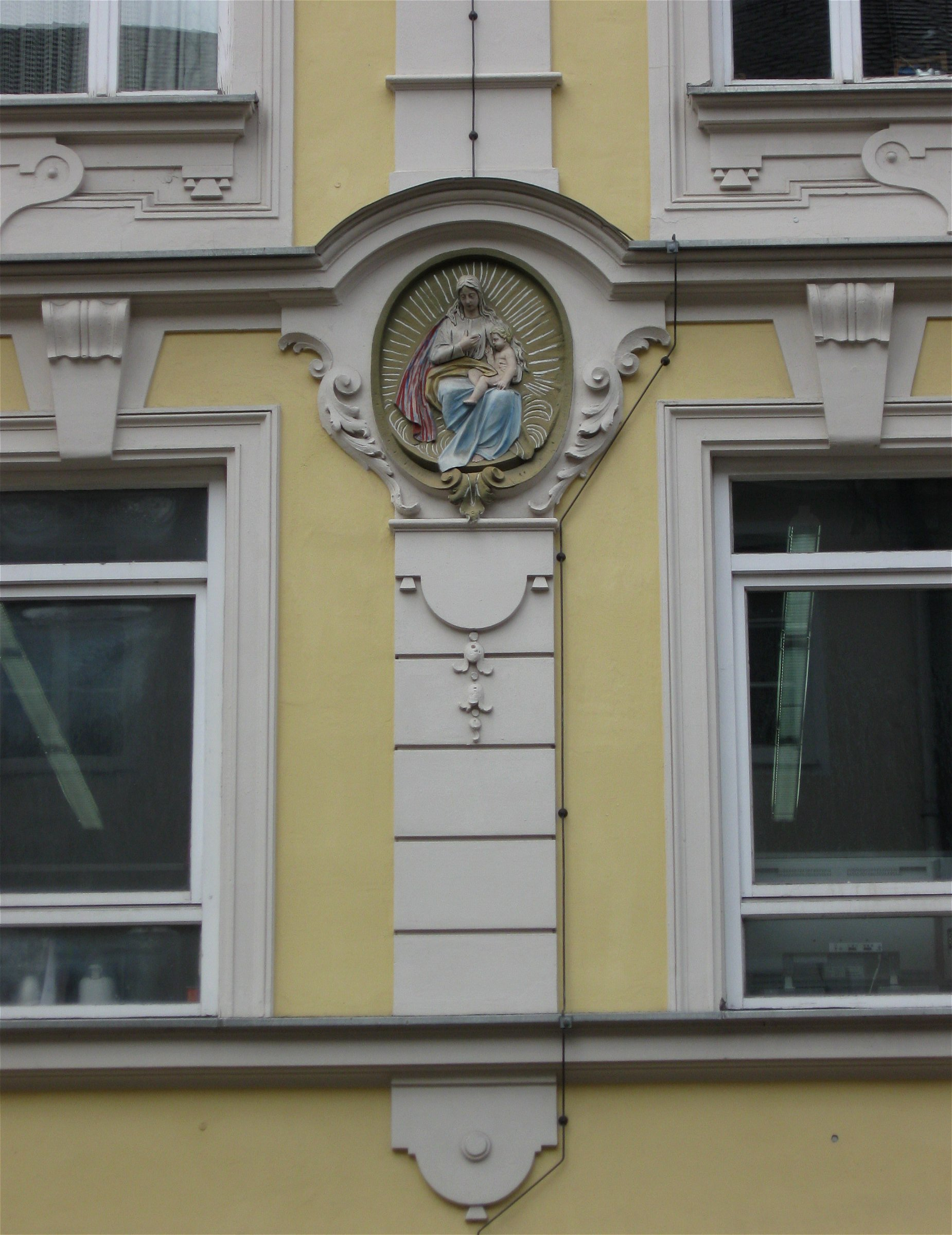
Herzogspitalstr. 20, Marienrelief